# Zanny Minton Beddoes

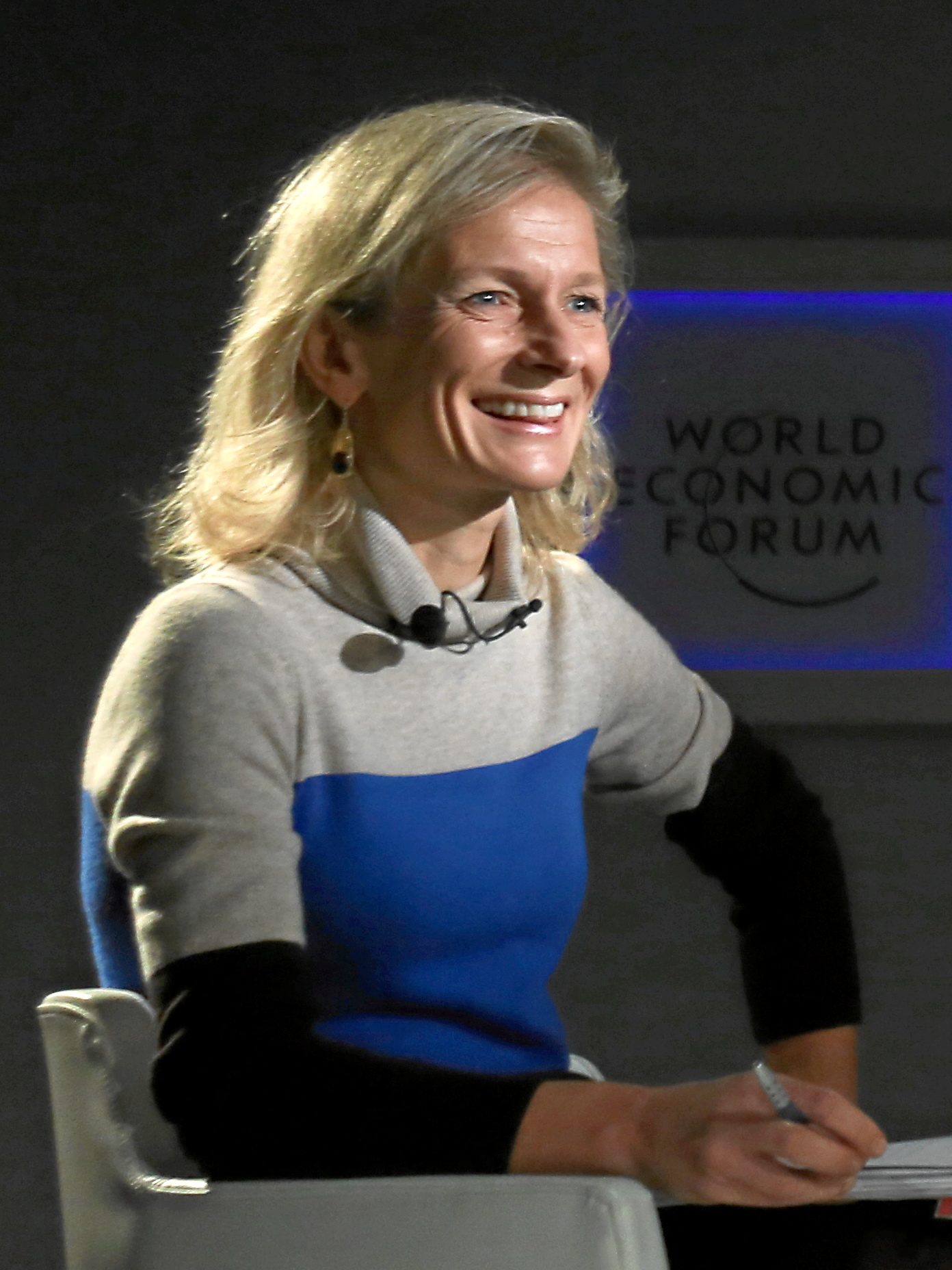
Zanny Minton Beddoes (2013)

Susan „Zanny“ Minton Beddoes (* 1967) ist eine britische Journalistin, erste Chefredakteurin von The Economist und Mitherausgeberin der Wochenzeitung Die Zeit.

## Karriere
Beddoes studierte am St Hilda’s College der University of Oxford Philosophie, Politik und Wirtschaftswissenschaft und schloss dieses Studium mit einem Bachelor of Arts (BA) ab. Im Anschluss daran wechselte sie nach Harvard, wo sie ihr Studium als Kennedy-Stipendiatin mit einem Master abschloss.
Nach dem Studium, 1992, wirkte sie in einer kleinen Gruppe von Ökonomen unter der Leitung von Jeffrey Sachs, Professor an der wirtschaftswissenschaftlichen Fakultät der Harvard University, als eine Beraterin des Finanzministers in Polen mit. Später war sie zwei Jahre lang als Wirtschaftswissenschaftlerin beim Internationalen Währungsfonds (IWF) beschäftigt, wo sie an gesamtwirtschaftlichen Anpassungsprogrammen in Afrika und in den Volkswirtschaften der Reformstaaten Mittel- und Osteuropas arbeitete.
1994 kam sie als Korrespondentin für Schwellenländer zu The Economist. Ab 1996 betreute sie als Wirtschaftsredakteurin die Weltwirtschaftsberichte von Washington, D.C. aus. Nach London zurückgekehrt, übernahm sie als Redakteurin für geschäftliche Angelegenheiten die Verantwortung für die Bereiche Betrieb, Finanzen und Wissenschaft. Ihre Karriere als erste Frau an der Spitze des Nachrichtenmagazins The Economist begann am 2. Februar 2015.
Seit Mai 2017 gehört sie darüber hinaus dem fünfköpfigen Herausgeberrat der Die Zeit an.

## Wirken
Spätestens seit ihrer Ernennung zur Chefredakteurin bei The Economist gilt Beddoes als eine der einflussreichsten Stimmen im Wirtschaftsjournalismus. Sie verfasste Überblicke über die Weltwirtschaft sowie das lateinamerikanische und zentralasiatische Finanzwesen. Sie publizierte ausführlich zur amerikanischen Wirtschaft und die internationale Finanzpolitik, die Erweiterung der Europäischen Union, die Zukunft des IWF und Wirtschaftsreformen in aufstrebenden Volkswirtschaften. Ihre Artikel wurden unter anderem in den Zeitschriften Foreign Affairs und Foreign Policy veröffentlicht. Beddoes trug Kapitel zu mehreren Konferenzbänden bei und gab 1997 Emerging Asia, ein Buch zur Zukunft der aufstrebenden Märkte in Asien, heraus. Im Mai 1998 war zudem ihre Expertinnennmeinung zur Einführung des Euro vor dem Unterausschuss für internationale Währungspolitik und Handel des United States House Financial Services, einem Unterausschuss des House Committee on Financial Services, gefragt.
Beddoes ist Kuratorin der Carnegie Endowment for International Peace und Mitglied des Forschungsbeirats des Committee for Economic Development. Sie kommentiert regelmäßig im Fernsehen und Radio auf BBC, MSNBC, PBS, NPR, CNN und CNBC.
2015 war Beddoes eine von 133 Eingeladenen zur Bilderberg-Konferenz. Auch in den Folgejahren nahm sie an den jährlich stattfindenden Treffen teil.

## Privatleben
Beddoes ist die älteste Tochter eines ehemaligen britischen Armeeoffiziers und seiner in Deutschland geborenen Frau. Verheiratet ist sie mit dem britischen Journalisten und Autor Sebastian Mallaby. Mit ihm zusammen hat sie vier Kinder.

## Auszeichnungen
- 2012: Gerald Loeb Award for Commentary[6]
- 2017: Gerald Loeb Award for Breaking News[7]
- 2018: Ludwig-Erhard-Preis für Wirtschaftspublizistik[8]